# L'Enfer des loups
Pour plus de détails, voir Fiche technique et Distribution.
L'Enfer des loups (Romasanta) est un film britannico-italo-espagnol réalisé par Paco Plaza, sorti en 2004.

## Synopsis
Pendant que la découverte de cadavres mutilés provoque un tumulte dans un village, à cause de la légende qu'elle évoque, un vendeur ambulant traverse la forêt dans sa roulotte, sans que personne sache qu'il est en fait ce monstre que tout le monde craint.

## Fiche technique
- Titre : L'Enfer des loups
- Titre original : Romasanta
- Titre international : The Werewolf Manhunt
- Réalisation : Paco Plaza
- Scénario : Elena Serra et Alberto Marini, d'après le livre Romasanta : Memorias incertas do home lobo, d'Alfredo Conde
- Production : Andrés Barbé, Carlos Fernández, Julio Fernández, Stephen Margolis, Albert Martinez Martin et Brian Yuzna
- Sociétés de production : Filmax, Future Films Ltd. et Castelao Producciones
- Musique : Mikel Salas
- Photographie : Javier G. Salmones
- Montage : David Gallart
- Direction artistique : Baltasar Gallart
- Costumes : Sonia Grande
- Pays d'origine :  Espagne /  Royaume-Uni /  Italie
- Format : Couleurs - 2,35:1 - Dolby Digital - 35 mm
- Genre : Action, horreur
- Durée : 91 minutes
- Dates de sortie : 
  - France : 13 mai 2004 (marché du film de Cannes)
  - Espagne : 14 mai 2004
  - Suisse : 2 juillet 2004 (Festival international du film fantastique de Neuchâtel)
  - Belgique : 11 novembre 2004 (sortie vidéo Belgique)

## Distribution
- Julian Sands : Manuel Romasanta
- Elsa Pataky : Bárbara
- John Sharian : Antonio
- Gary Piquer : Luciano de la Bastida
- David Gant (en) : le professeur Philips
- Maru Valdivielso : María
- Luna McGill : Teresa
- Carlos Reig-Plaza : Gómez
- Reg Wilson : le juge
- Ivana Baquero : Ana
- Laura Mañá : Antonia
- Sergi Ruiz : Francisco
- Itziar Fenollar : Benita
- Carlos Sante : un chasseur
- Jaume Montané : Raúl
- Arantxa Peña : Helena

## Autour du film
- Le tournage s'est déroulé du 28 juillet au 20 septembre 2003.
- Le film est basé sur l'histoire de Manuel Blanco Romasanta qui fut officiellement reconnu, au XIXe siècle, comme atteint de lycanthropie. Ce dernier est également connu comme étant le loup-garou d'Allariz[1].
- Pour faciliter son exportation, le film fut tourné en anglais.
- L'Enfer des loups était le premier film d'Ivana Baquero, alors âgée de neuf ans au moment du tournage.

## Distinctions
- Prix du Jury du meilleur film international, lors du festival FanTasia en 2004.
- Nomination au Biznaga d'or, lors du Festival du film espagnol de Málaga en 2004.
- Nomination au prix de la meilleure photographie, lors des Cinema Writers Circle Awards en 2005.
- Nomination au Prix Goya de la meilleure photographie et des meilleurs effets spéciaux (Juan Ramón Molina, David Martí, Montse Ribé, José María Aragonés) en 2005.